# La Joselito
La Joselito, née Carmen Asencio Guerrero, connue également sous le nom de Carmen Gomez, née le 6 janvier 1906 à Barcelone et morte le 18 juin 1998 à Toulouse, est une danseuse de flamenco espagnole.

## Biographie
La Joselito est née Carmen Asencio Guerrero à Barcelone le 6 janvier 1906. Elle meurt le 18 juin 1998 à Toulouse.

## Hommages
Serge Pey lui rend hommage dans son ouvrage Flamenco. Les souliers de la Joselito.